# 克勒塔
克勒塔（希臘語：Κλητα；字面意思为“荣耀”或“声望”）是希腊神话中登场的美惠女神—卡里忒斯之一。
保萨尼亚斯（Pausanias）的著作《希腊志》第9卷中说她是古代斯巴达人所崇拜的两位美惠女神之一，另一位是法恩娜（Phaenna, 辉煌）。
一般美惠女神的人数定位为三人，克勒塔在赫西俄德《神谱》所列出的美惠三女神中并没有包含在内，后来在拉哥尼亚地区的都城斯巴达重新将美惠女神视为三人，斯巴达人所信奉的美惠三女神中没有了塔利亚，她们则是阿格莱亚、欧佛洛绪涅和克勒塔。